# トヨタ・C+pod
- C+pod
- C+pod

C+pod（シーポッド）は、トヨタ自動車がかつて製造・販売していた超小型EVである。2人乗りの超小型モビリティ（型式指定車）、またはマイクロカーに区分されていた。2020年（令和2年）12月に法人と自治体に限定発売し、2021年（令和3年）12月に個人へリースを開始した。

## 概要
車体は超小型モビリティ（型式指定車）枠に収まる全長2,490 ミリメートル (mm)、全幅1,290 mm、全高1,550 mmで、総排気量360立方センチメートル (cc) 以下の軽自動車規格を下回る。2名乗車でエネルギー効率を追求し、最小回転半径は3.9メートル (m) である。床下にリチウムイオンバッテリー、車体後部にモーターをそれぞれ搭載し、航続距離はWLTCモードで150キロメートル (km) である。最高速度は60キロメートル毎時 (km/h) で、高速道路を使用しない近距離移動の使用を想定している。
軽量化のためにボディは樹脂、ルーフやバンパーの一部は無塗装の黒色樹脂、ヘッドランプとリヤコンビネーションランプはLEDである。ボディカラーはルーフとピラーがブラックアウトされたツートーンカラー5色、オプション設定としてドアパネル以外がブラックアウトされたスリートーンカラー3色、全8色を設定する。左右ヘッドライト間の充電ポートと家庭用コンセントを充電ケーブルで接続して充電する。充電は直流 (AC) , 100 ボルト (V) , 6 アンペア (A) で約16時間、AC200 V, 16 Aで約5時間で完了する。AC100 V, 最大電力1500ワット (W) で外部給電が可能で、室内のアクセサリーコンセントに加え、オプションのパワービークルコネクタを用いて充電ポートから外部給電が可能である。
安全装備として昼夜歩行者、昼間自転車運転者検知機能付衝突回避支援タイプのミリ波レーダーと、単眼カメラ方式のプリクラッシュセーフティーシステムを標準装備する。車体は軽自動車向け基準をもとに新たに設定された超小型モビリティ用の安全基準に対応し、衝突時のエネルギーを効率よく分散する構造である。
2020年12月25日に法人と自治体に限定発売し、2021年12月23日に個人を含むすべてのユーザーに拡大して発売した。購入費の負担軽減と、車両を確実に回収して搭載電池の3R（リデュース・リユース・リサイクル）推進を図るため、トヨタ車両販売店とトヨタレンタリース店でリース契約のみ取り扱う。
2024年7月19日を以て生産終了を経て、同年8月9日を以て販売終了となった。

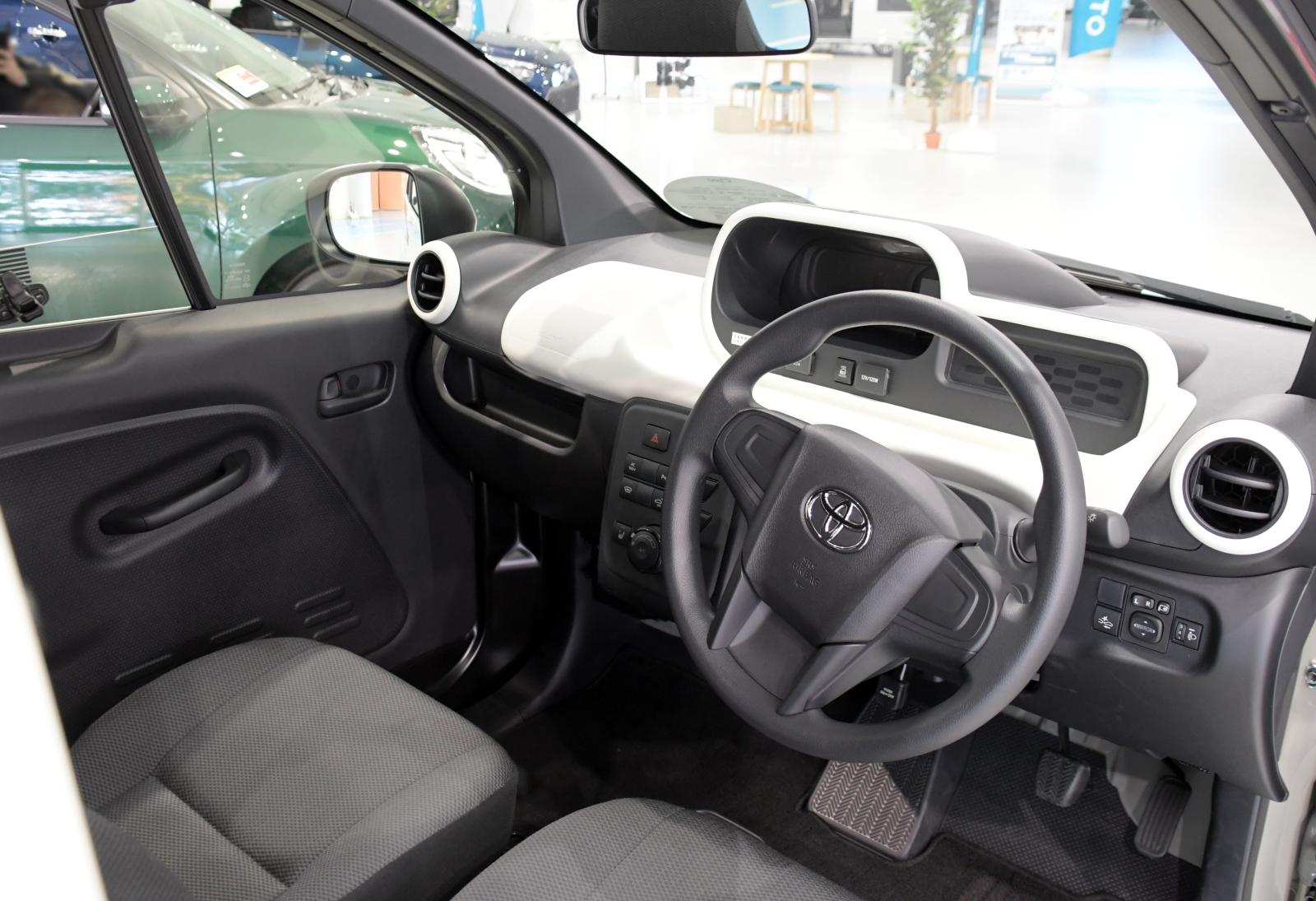
G（車内）
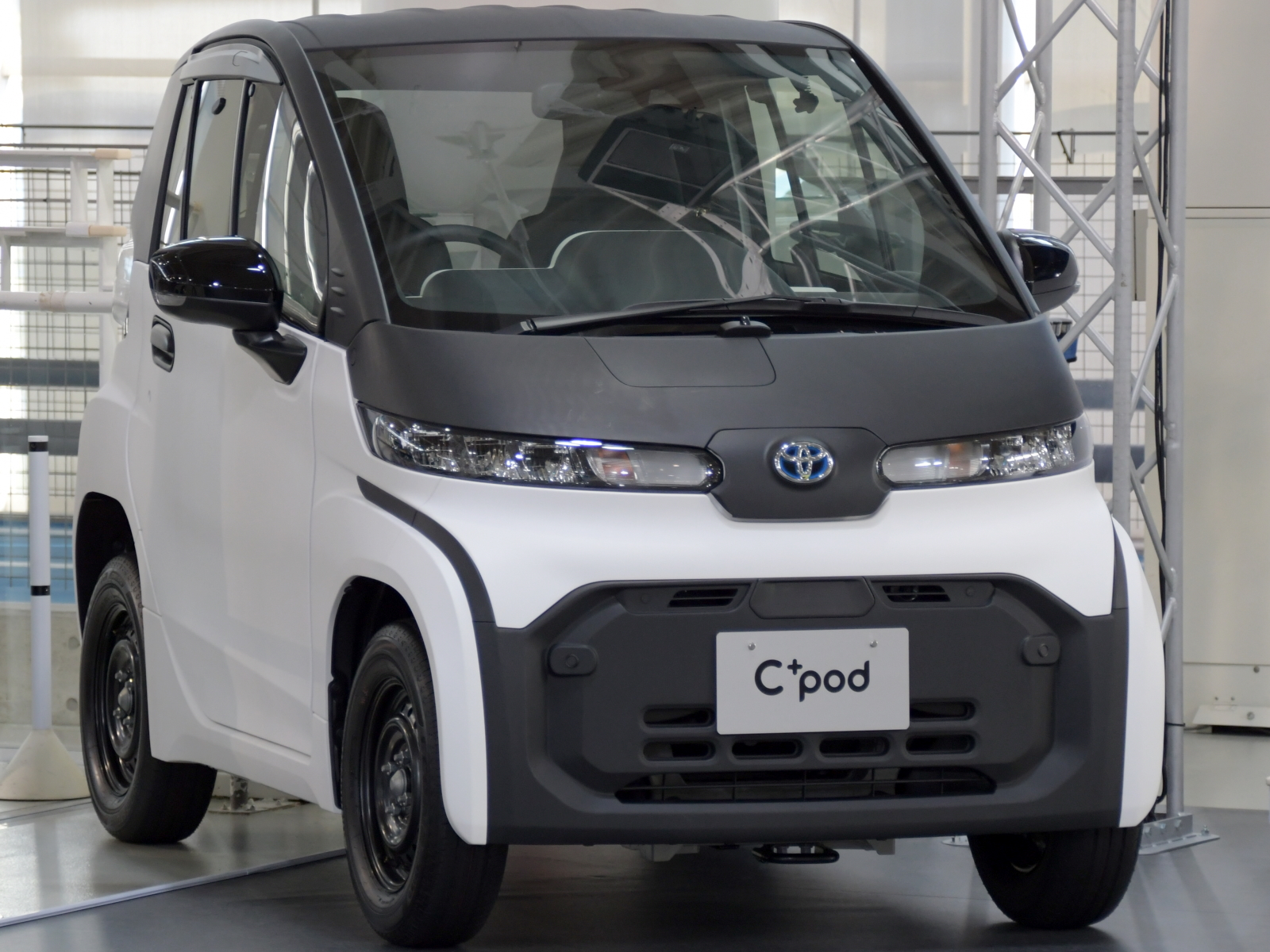
X
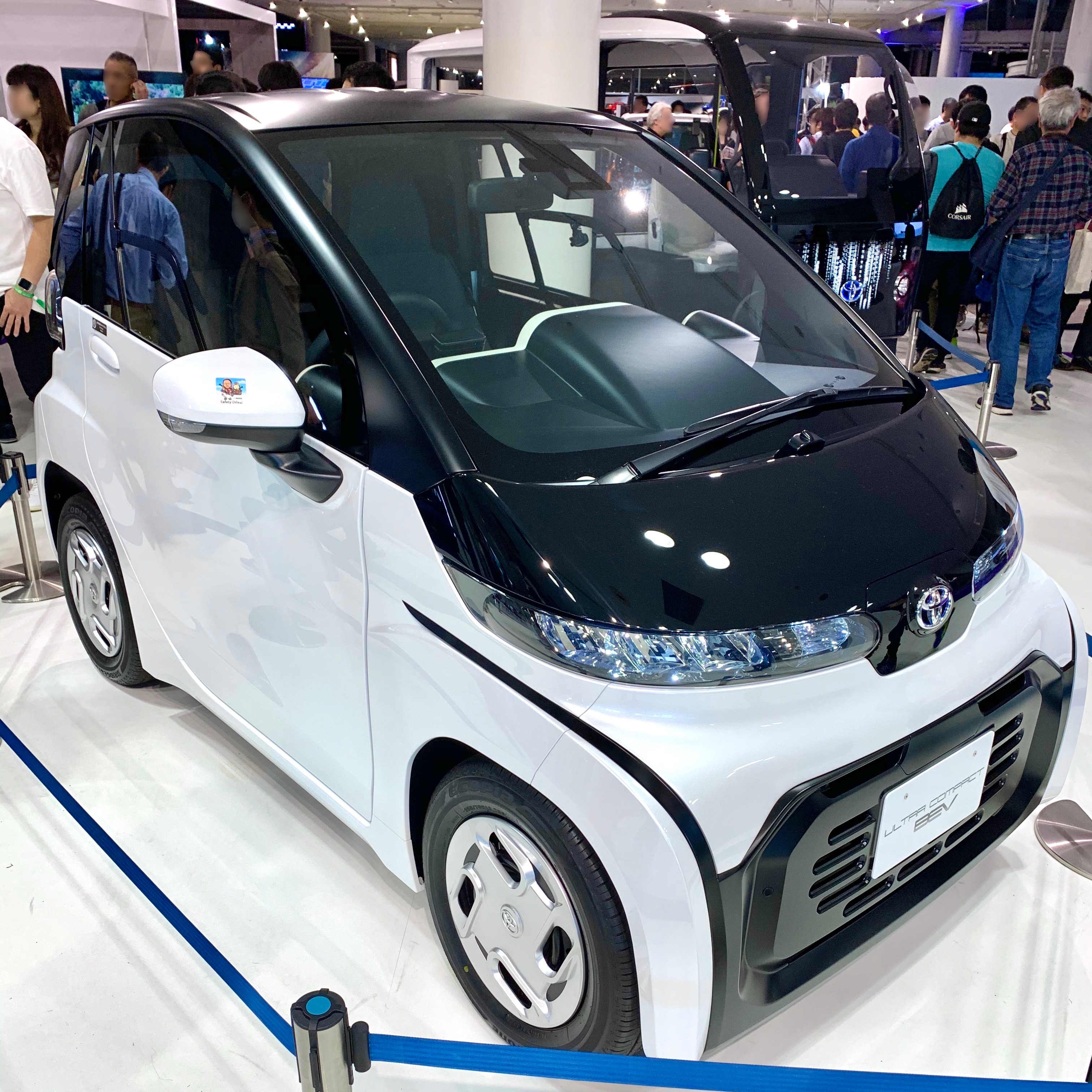
東京モーターショー2019で展示された超小型EV (開発車両)
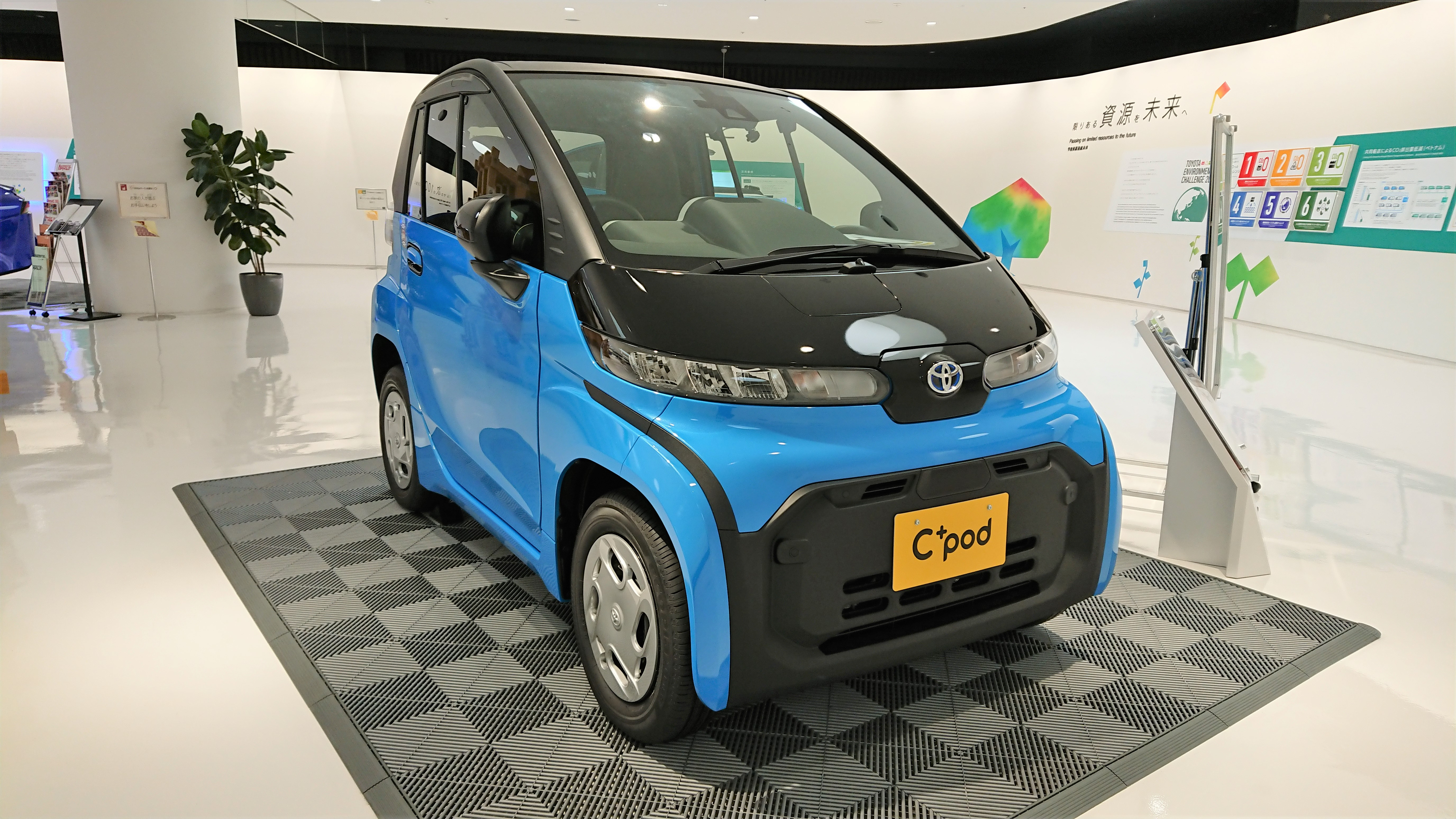
G シアンメタリック（前面）
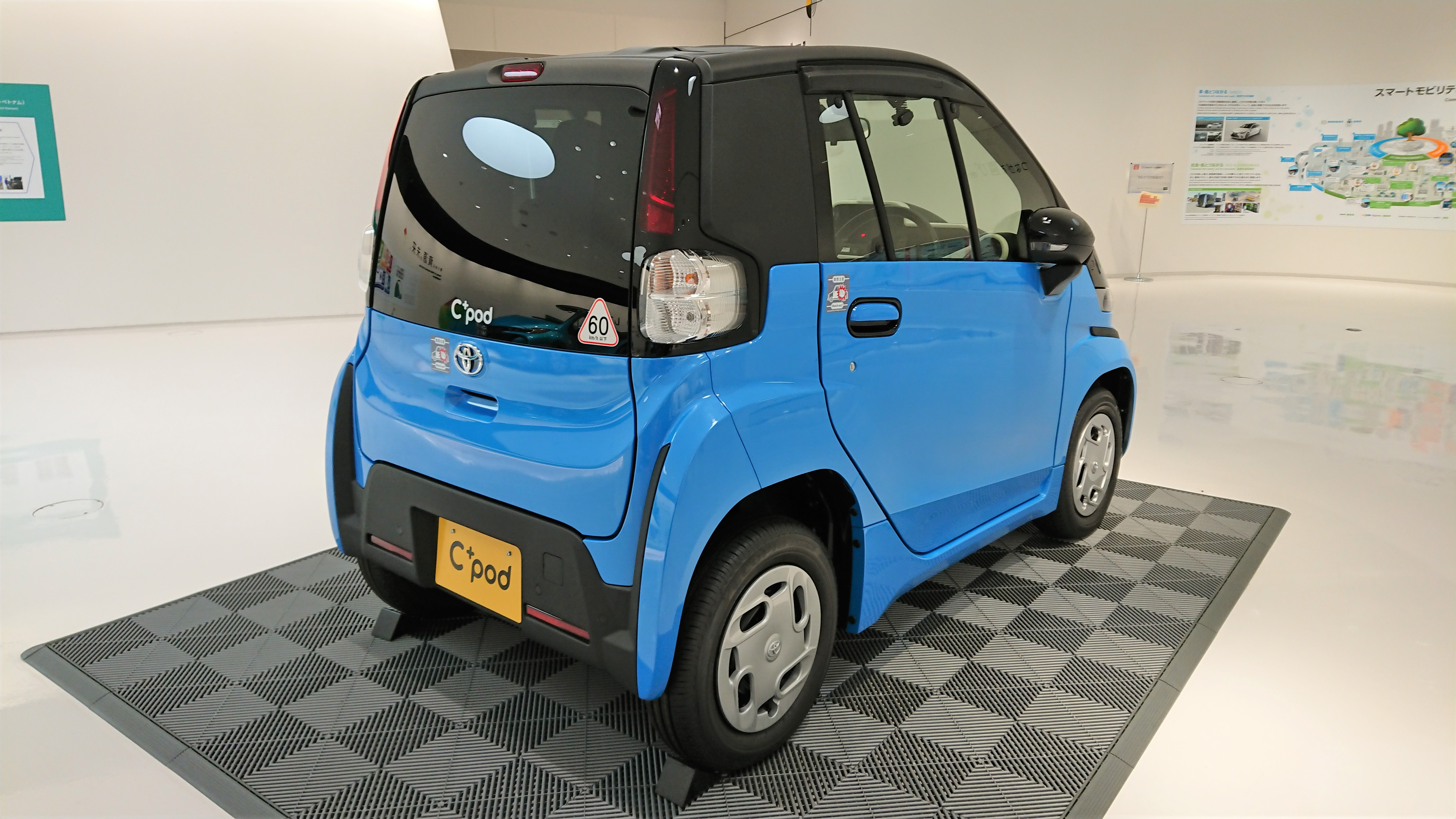
G シアンメタリック（後面）

## ボディサイズ
| 全長    | 全幅    | 全高    | ホイールベース | トレッド (フロント/リヤ) | 最低地上高 | オーバーハング (フロント/リヤ) | タイヤサイズ |
| ------- | ------- | ------- | -------------- | ------------------------ | ---------- | ------------------------------ | ------------ |
| 2,490mm | 1,290mm | 1,550mm | 1,780mm        | 1,105/1,095mm            | 145mm      | 370/345mm                      | 155/70R1375S |

超小型モビリティ（型式指定車）枠の長さ2.5 m以下、幅1.3 m以下、高さ2.0 m以下に収まり、全幅は総排気量360cc以下（黎明期 - 1976年）、および総排気量500cc以下の時代（1976年 - 1977年）の軽自動車の全幅とほぼ同等である。タイヤを可能な限り4隅に配置して室内空間を拡大した。タイヤは軽自動車で一般的なサイズを採用して互換性を高めた。

## パワートレイン
駆動用ユニット
リヤにはアイシン精機（現・アイシン）が開発した駆動用ユニットが搭載されている。2016年発売のプリウスの「E-Four」のリヤに搭載された駆動用ユニットの構造を基に、ギアトレーンを2軸から3軸にすることで横幅を小型化し、C+podの狭い車幅での搭載を可能にしている。また、プリウス搭載時はリヤモーターの使用が一時的であり、引きずり損失がない1MM型誘導式モーターを採用していたため最高出力 5.3 kW (約 7.1 ps) に留まっていたが、C+podでは主駆動用となるため、1RM型永久磁石同期モーターを採用することで最高出力 9.2 kW (約 12.3 ps) を確保している。
電子制御装置
デンソーテン製の車両統合制御電子機器 (VCU) を採用している。従来は車両の電源・駆動力・ボディをそれぞれ個別のECUで制御し、相互に情報を通信したが、集約して綿密な統合制御を可能とし、小型軽量化して電費向上に寄与している。

## 導入事例

### 公用車
2021年3月5日、豊田市が運営する施設「とよたエコフルタウン」に2代目MIRAI1台とともにC＋pod6台が導入された。次世代自動車の普及に向けたPR活動を行うほか、ふるさと納税の返礼品として1日1組の寄付者が利用できるようにする。なお、「とよたエコフルタウン」は豊田市や企業の環境への取り組みを紹介する施設であったが、2024年3月末で閉館することになり、4月に開館する豊田市博物館に機能を引き継ぐことになった。

### 訪問診療
2021年2月1日、自治体としては愛知県豊田市が全国にさきがけて導入。訪問診療用に豊田地域医療センターで使われている。

### シェアリング
2021年3月7日から、福岡県糸島市で同車を用いたカーシェアの実証実験を順次開始。「よかまちみらいプロジェクト」の一環として福岡トヨタ自動車とトヨタ・モビリティ基金が事業主体となり、市内3箇所にEVカーシェアステーションを設置した。同年6月まで無償での実証実験を行い、それを踏まえて7月以降に料金と利用対象者を決定する予定である。
2021年4月1日、比叡山ドライブウェイ（滋賀県大津市）内の山頂駐車場と東塔横バス停駐車場にEVカーシェアステーションを設置。比叡山ドライブウェイと奥比叡ドライブウェイ内限定で滋賀トヨペットが運営する。
インドネシアの現地販売会社、トヨタ・アストラ・モーター（TAM）がバリ州の観光支援を目的としたプロジェクト「トヨタ・スマートモビリティ・プロジェクト」の一環として、当車両5台とコムス（トヨタ車体製）20台をバリ島・ヌサドゥア地区にて観光客と地元住民向けに提供。2021年4月から2年間の実施予定。
2021年3月23日、鹿児島県薩摩川内市のスマートタウン「AI TOWN天辰」集合住宅竣工式にて同県初披露。同年4月末よりシェアカーとして運用予定。
2022年11月15日、神奈川県で事業を展開する株式会社サンオータスが、ハローモビリティのアプリを使用した小型EVカーシェアに2台を投入。現在は4台追加増車され、全6台でサービスを行っている。横浜市、川崎市、三浦市、葉山町で利用することが出来、ステーション間での乗り捨てできることが特徴である。

### リリーフカー
2022年の日本プロ野球開幕から、阪神甲子園球場のリリーフカーとしてスマート・フォーツーに代わって使用される。

## 車名の由来
｢C｣：compact（コンパクト）、communication（コミュニケーション）、connect（コネクト）の頭文字。

+

｢pod｣：英語で「蚕のまゆ」を意味する。